# Abdeslam Hili
Abdeslam Hili (19 de diciembre de 1996) es un deportista marroquí que compite en atletismo adaptado. Ganó una medalla de oro en los Juegos Paralímpicos de Tokio 2020, en la prueba de 400 m (clase T12).

## Palmarés internacional
| Juegos Paralímpicos | Juegos Paralímpicos | Juegos Paralímpicos | Juegos Paralímpicos |
| Año                 | Lugar               | Medalla             | Prueba              |
| ------------------- | ------------------- | ------------------- | ------------------- |
| 2020                | Tokio (Japón)       | Medalla de oro      | 400 m T12           |